# Фондация „Горбачов“
Фондацията „Горбачов“ (на руски: Международный фонд социально-экономических и политологических исследований) е неправителствена организация със седалище в Москва, Русия.

## История
Създадена е с цел ограничаване на централизацията на властта, спиране на конфронтацията със Западна Европа и САЩ, възстановяване на демократичността в институциите и на конкуренцията в политиката, като всички тези препоръки са включени в доклада „Ценностите на перестройката (преустройството) в контекста на съвременна Русия“.